# 토머스 채터턴
토마스 채터턴(Thomas Chatterton, 1752년 11월 20일 ~ 1770년 8월 24일)은 영국의 시인이다. 어린 나이에 의고체(擬古體) 시들을 썼으나, 빈궁에 못 이겨 비소를 먹고 자살했다. 이때 그의 나이는 불과 17세였다. 그의 삶과 작품들은 낭만주의에 커다란 영향을 끼쳤다.

## 생애
1752년 브리스틀에서 태어났다. 아버지는 아들과 동명(同名)인 토마스 채터턴이고 직업은 음악가, 시인, 화폐학자, 오컬트 연구가였다.
아버지는 채터턴이 태어나기 3달 전인 1752년 8월 7일에 죽었다. 채터턴은 에드워드 콜스턴의 자선 학교에 들어가 읽기, 쓰기, 산수, 교리문답을 배웠다.
어렸을 때부터 읽고 쓰는 것을 좋아하여, 11살의 나이에 브리스틀 저널의 기고자가 된다. 돈이 생기는대로 대출 도서관에서 책을 빌리는 데 쓸 정도로 독서를 좋아했다.
자신이 쓴 의고체 시들을 토마스 롤리(Thomas Rowley)라는 15세기 시인이 쓴 시라고 속여 출판사에 보냈으나 가짜로 의심받아 출판되지 않았다.
이후 런던으로 건너가 작품 활동을 계속했지만, 빈궁에 못 이겨 비소를 먹고 자살했다.

## 관련 서적
- Cook, Daniel. Thomas Chatterton and Neglected Genius, 1760-1830. Basingstoke and New York: Palgrave Macmillan, 2013.
- Croft, Sir Herbert. Love and Madness. London: G Kearsly, 1780.
- Heys, Alistair ed. From Gothic to Romantic: Thomas Chatterton's Bristol. Bristol: Redcliffe, 2005.
- Haywood, Ian. The making of history: a study of the literary forgeries of James Macpherson and Thomas Chatterton in relation to eighteenth-century ideas of history and fiction. Rutherford: Fairleigh Dickinson University Press, c1986.
- Kaplan, Louise J. The Family Romance of the Impostor-poet Thomas Chatterton. Berkeley and Los Angeles: University of California Press, 1989.
- Kroese, Irvin B.. "Chatterton’s Aella and Chatterton." Studies in English Literature, 1500-1900. XII.3 (1972):557-66.
- Meyerstein, Edward Harry William. A Life of Thomas Chatterton. London: Ingpen and Grant, 1930.
- Groom, Nick ed. Thomas Chatterton and romantic culture. London: Macmillan ; New York: St. Martin's Press, 1999.